# 栋日
栋日（法語：Donges，法語發音：[dɔ̃ʒ] ⓘ）是法国大西洋卢瓦尔省的一个市镇，位于该省西部，卢瓦尔河北岸，属于圣纳泽尔区。

## 地理
栋日（47°19'23"N, 2°4'34"W）面积48.5 平方千米，位于法国卢瓦尔河地区大区大西洋卢瓦尔省，该省份为法国西北部沿海省份，位于布列塔尼半岛东南部，北起伊勒-维莱讷省，西北接莫尔比昂省，西临大西洋，南至旺代省，东临曼恩-卢瓦尔省。
与栋日接壤的市镇（或旧市镇、城区）包括：贝内、拉沙佩勒洛奈、克罗萨克、布列塔尼地区蒙图瓦尔、普兰基欧、圣马洛德盖尔萨克。

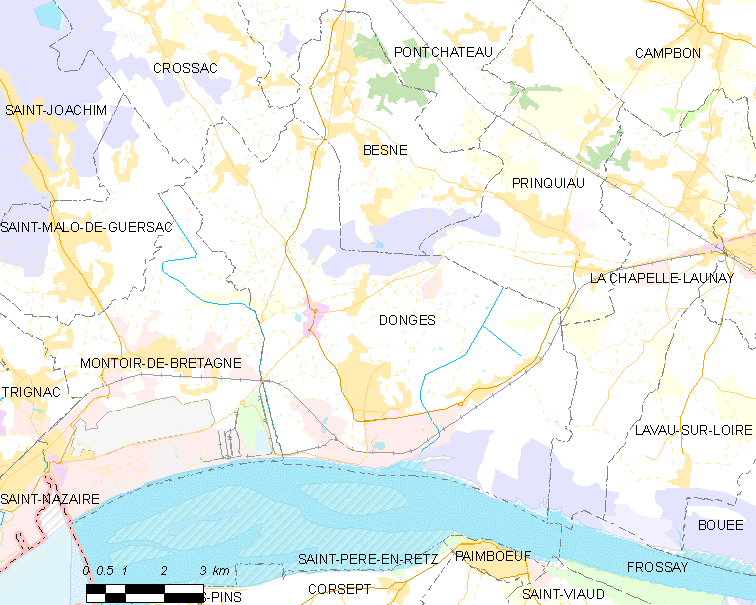
栋日的OSM定位图

栋日的时区为UTC+01:00、UTC+02:00（夏令时）。

## 行政
栋日的邮政编码为44480，INSEE市镇编码为44052。

## 政治
栋日所属的省级选区为圣纳泽尔第二县。

## 人口

1962-2008年间栋日人口变化图示

栋日于2022年1月1日时的人口数量为8117人。